# Byssoonygena
Byssoonygena — рід грибів родини Onygenaceae. Назва вперше опублікована 1987 року.